# Webster Springs
La ville de Webster Springs est le siège du comté de Webster, dans l’État de Virginie-Occidentale, aux États-Unis. Sa population s’élevait à 776 habitants lors du recensement de 2010, estimée à 682 habitants en 2018.

## Histoire
Incorporée en tant que town en 1892, la ville porte officiellement le nom d’Addison, en l'honneur d’Addison McLaughlin, son premier propriétaire. Cependant le nom du bureau de poste Webster Springs est davantage utilisé pour désigner la ville. Il s'agit de la combinaison de Webster, le nom du comté, et de Springs (« sources » en français), en référence aux sources sulfureuses locales.